# 푸른 뇌정 건볼트 3
《푸른 뇌정 건볼트 3》는 인티 크리에이츠가 제작한 2022년 액션 플랫폼 게임이다. 《건볼트》 시리즈의 다섯 번째 게임이자 《푸른 뇌정 건볼트 2 (2016)》에서 이어지는 세 번째 본편이다. 닌텐도 스위치 플랫폼으로 처음 개발돼 2022년 7월 28일 전세계에 동시발매됐다. 일본판 제목은 《암드 블루 건볼트 깁스》, 영어판 제목은 《애저 스트라이커 건볼트 3》이다.
전작의 건볼트를 대신해 스메라기와 대립하는 비밀조직 섀도 야쿠모의 무녀 '키린'이 새로운 주인공으로서 활약하며, 에덴과의 전쟁 중 기존 능력자 세븐스를 뛰어넘어 각성한 건볼트를 봉인하고자 그와 대립하는 이야기를 그렸다. 게임플레이상 전작과 동일한 건볼트와 근거리 공격 위주의 '뇌정연쇄'를 사용하는 키린 2명을 플레이어 캐릭터로서 번갈아 플레이한다.
발매 후 보스를 추가한 다운로드 가능 컨텐츠가 여러 종 출시됐다. 그 외 2022년에 엑스박스 원, 엑스박스 시리즈 X/S, 마이크로소프트 윈도우, 플레이스테이션 4 및 플레이스테이션 5로 이식됐다.

## 반응
《푸른 뇌정 건볼트 3》 닌텐도 스위치판은 리뷰 애그리게이터 웹사이트 메타크리틱에서 평가 14개 기준 82/100점을 기록해 "대체적으로 긍정적인 평가"를 받았다.

## 참조

### 내용주
1. ↑  일본어: 蒼き雷霆ガンヴォルト鎖環
2. ↑  영어: Azure Striker Gunvolt 3